# Stronie Śląskie (gromada)
Stronie Śląskie – dawna gromada, czyli najmniejsza jednostka podziału terytorialnego Polskiej Rzeczypospolitej Ludowej w latach 1954–1972.
Gromady, z gromadzkimi radami narodowymi (GRN) jako organami władzy najniższego stopnia na wsi, funkcjonowały od reformy reorganizującej administrację wiejską przeprowadzonej jesienią 1954 do momentu ich zniesienia z dniem 1 stycznia 1973, tym samym wypierając organizację gminną w latach 1954–1972.
Gromadę Stronie Śląskie z siedzibą GRN w Stroniu Śląskim (od 2024 nazwa wsi to Stronie-Wieś) utworzono – jako jedną z 8759 gromad na obszarze Polski – w powiecie bystrzyckim w woj. wrocławskim, na mocy uchwały nr 11/54 WRN we Wrocławiu z dnia 2 października 1954. W skład jednostki weszły obszary dotychczasowych gromad Stronie Śląskie, Janowa Góra, Sienna i Rogóżka ze zniesionej gminy Stronie Śląskie w tymże powiecie. Dla gromady ustalono 16 członków gromadzkiej rady narodowej.
31 grudnia 1959 z gromady Stronie Śląskie wyłączono część obszaru miejscowości Stronie Śląskie, z której (a także części obszarów miejscowości Goszów i Strachocin wyłączonych ze znoszonej gromady Strachocin w tymże powiecie) utworzono osiedle Stronie Śląskie) (któremu 1 stycznia 1967 nadano status miasta). Wiejska, luźno zabudowana część wsi Stronie Śląskie wzdłuż potoku pozostała w granicach gromady Stronie Śląskie.
1 stycznia 1960 do gromady Stronie Śląskie włączono obszar zniesionej gromady Strachocin w tymże powiecie, który nie weszły w skład utworzonego dzień wcześniej osiedla Stronie Śląskie: wsie Młynowiec, Nowy Gierałtów, Stary Gierałtów i Biela oraz części wsi Strachocin i Goszów, .
31 grudnia 1961 do gromady Stronie Śląskie włączono obszar zniesionej gromady Bolesławów w tymże powiecie.
Gromada przetrwała do końca 1972 roku, czyli do kolejnej reformy gminnej. 1 stycznia 1973 w powiecie bystrzyckim reaktywowano gminę Stronie Śląskie (od 1999 gmina należy do powiatu kłodzkiego w woj. dolnośląskim).